# سنگان (اشنویه)
سنگان (اشنویه)، روستایی از توابع بخش نالوس شهرستان اشنویه در استان آذربایجان غربی ایران است.

## جمعیت
این روستا در دهستان هق قرار دارد و براساس سرشماری مرکز آمار ایران در سال ۱۳۸۵، جمعیت آن ۹۲۵ نفر (۱۵۱ خانوار) بوده‌است.